# Ретролистез
Ретролистез — смещение позвонка назад. Чаще всего встречается в шейных позвонках или в пояснице, немного реже — в позвонках грудной области.

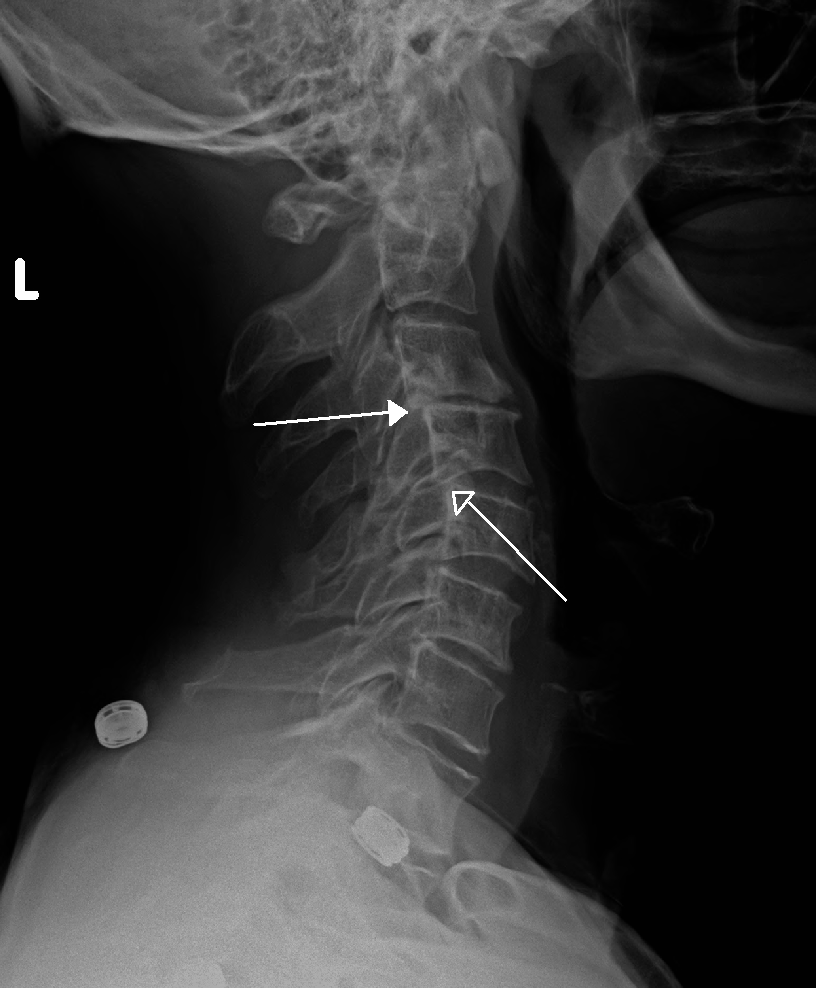
Класс 1 ретролистезы C3 на C4 и C4 на C5

Причины: дистрофии дисков, травмы позвонков и связочного аппарата.
Классификация:
- полный: тело одного позвонка смещено полностью назад от обоих соседних позвонков;
- ступенчатый: тело одного позвонка смещено назад по отношению к вышележащему позвонку и вперед от нижележащего позвонка;
- частичный: тело одного позвонка смещено назад по отношению к верхнему или нижнему позвонкам[1].

## Симптомы
При ретролистезе возникают различные неврологические симптомы: головокружение и даже обмороки (при процессе в шейном отделе позвоночника), раздражения нервных корешков и даже компрессия спинного мозга.
Нарушается распределение веса тела на нижние конечности и перегружаются передние отделы стоп, увеличивается наклон плечевого пояса и появляется асимметрия.

## Лечение
- ограничение нагрузок;
- ортопедическая коррекция в виде корсета[3];

При неэффективном консервативном лечении проводится операция по фиксации позвонков.